# Antonio Blanco (futbolista)
Antonio Blanco fue un futbolista argentino que jugaba como delantero y que desarrolló su carrera en Rosario Central. Fue hermano de Eduardo Blanco, otro exfutbolista histórico del club de Arroyito. Integró en varias ocasiones la Selección Argentina.

## Carrera

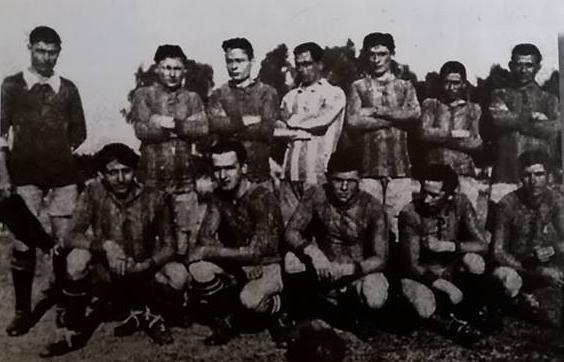
Equipo de Central en 1921. Hincados: Antonio Macías, Antonio Blanco, Harry Hayes, Juan Francia, Ernesto Guaraglia.

Debutó en Rosario Central en 1913, llegando a jugar 123 partidos y convirtiendo 67 goles. Jugaba en la zona derecha del ataque, ya fuera como wing o insider. Se destacó por practicar un fútbol estilizado y por un gran comportamiento dentro de la cancha.
Se coronó campeón en 13 oportunidades con la casaca canalla, tanto a nivel rosarino como en copas nacionales oficiales de AFA; mientras que con la Selección obtuvo 4 títulos.
Su debut se produjo en 1913, tras un cisma en la Liga Rosarina, que provocó la salida de Central y otros clubes de la misma, generando así la creación de la Federación Rosarina de Football. Inició el canalla en ese año, un lustro plagado de títulos; tras conquistar el título de la Federación Rosarina y la Copa de Competencia de la Federación Argentina de Football (el primer título nacional para el club), se hizo cuatro veces al hilo de la Copa Nicasio Vila en su retorno a la Liga Rosarina. Obtuvo también otros tres títulos nacionales en dicho período: la Copa Dr. Carlos Ibarguren 1915, la Copa de Honor 1916 y la Copa de Competencia Jockey Club 1916.
Sobre fines de la década de 1910 fue retrasándose en el campo de juego para tomar una posición de creación, siempre sobre el sector derecho y sin perder su cuota goleadora. En 1920, tras una nueva escisión de la Liga Rosarina, se coronó a nivel argentino en la Copa de Competencia; también logró los títulos de la recientemente creada Asociación Amateurs Rosarina de Football en ese 1920 y en 1921. Este último fue su año de retiro de la actividad. Es el cuarto máximo anotador del club en la era amateur.

## Clubes
| Club            | País      | Año       |
| --------------- | --------- | --------- |
| Rosario Central | Argentina | 1913-1921 |

## Selección nacional
Disputó 7 encuentros y marcó 2 goles. Jugó el Campeonato Sudamericano 1917, consagrándose subcampeón.
Su primera participación con la albiceleste fue por la Copa Lipton de 1916, con victoria argentina en el Gran Parque Central de Montevideo; compartió equipo con sus compañeros de Central Harry y Ennis Hayes.
Disputó luego dos encuentros en el Campeonato Sudamericano 1917, que se disputó en Uruguay. Le marcó un gol a Brasil en la victoria de su equipo 4-2.
En 1918 participó en las copas Honor Argentino, Lipton y Newton, consagrándose en todas. En la última de éstas marcó un gol ante Uruguay, siendo su segundo y último tanto en la Selección.

### Participaciones en la Copa América
| Copa                         | Sede    | Resultado  | PJ | Goles |
| ---------------------------- | ------- | ---------- | -- | ----- |
| Campeonato Sudamericano 1917 | Uruguay | Subcampeón | 2  | 1     |

### Partidos en la Selección
| Torneo                           | Fecha      | Rival   | Resultado | Goles |
| -------------------------------- | ---------- | ------- | --------- | ----- |
| Copa Lipton                      | 15-08-1916 | Uruguay | 2-1       | 0     |
| Campeonato Sudamericano 1917     | 03-10-1917 | Brasil  | 4-2       | 1     |
| Campeonato Sudamericano 1917     | 06-10-1917 | Chile   | 1-0       | 0     |
| Amistoso                         | 21-10-1917 | Chile   | 1-1       | 0     |
| Copa Gran Premio Honor Argentino | 25-08-1918 | Uruguay | 2-1       | 0     |
| Copa Lipton                      | 02-09-1918 | Uruguay | 1-1       | 0     |
| Copa Newton                      | 29-09-1918 | Uruguay | 2-0       | 1     |

## Palmarés

### Torneos internacionales oficiales
| Selección | Título               | Sede                                      | Año  |
| --------- | -------------------- | ----------------------------------------- | ---- |
| Argentina | Copa Lipton          | Bandera de Argentina · Bandera de Uruguay | 1916 |
| Argentina | Copa Lipton          | Bandera de Argentina · Bandera de Uruguay | 1918 |
| Argentina | Copa Honor Argentino | Bandera de Argentina · Bandera de Uruguay | 1918 |
| Argentina | Copa Newton          | Bandera de Argentina · Bandera de Uruguay | 1918 |

### Torneos nacionales oficiales
| Equipo          | País      | Título                    | Año  |
| --------------- | --------- | ------------------------- | ---- |
| Rosario Central | Argentina | Copa de Competencia       | 1913 |
| Rosario Central | Argentina | Copa Dr. Carlos Ibarguren | 1915 |
| Rosario Central | Argentina | Copa de Honor             | 1916 |
| Rosario Central | Argentina | Copa de Competencia       | 1916 |
| Rosario Central | Argentina | Copa de Competencia       | 1920 |

### Torneos locales oficiales
| Equipo          | País      | Título                                   | Año  |
| --------------- | --------- | ---------------------------------------- | ---- |
| Rosario Central | Argentina | Federación Rosarina de Football          | 1913 |
| Rosario Central | Argentina | Copa Vila                                | 1914 |
| Rosario Central | Argentina | Copa Damas de Caridad                    | 1914 |
| Rosario Central | Argentina | Copa Vila                                | 1915 |
| Rosario Central | Argentina | Copa Damas de Caridad                    | 1915 |
| Rosario Central | Argentina | Copa Vila                                | 1916 |
| Rosario Central | Argentina | Copa Damas de Caridad                    | 1916 |
| Rosario Central | Argentina | Copa Vila                                | 1917 |
| Rosario Central | Argentina | Copa Nicasio Vila                        | 1919 |
| Rosario Central | Argentina | Asociación Amateurs Rosarina de Football | 1920 |
| Rosario Central | Argentina | Asociación Amateurs Rosarina de Football | 1921 |